# Agrippina (opera)
Agrippina (HWV 6) je opera seria o třech jednáních skladatele Georga Friedricha Händela z roku 1709 na libreto Vincenza Grimaniho (1652 - 1710). Premiéra proběhla 26. prosince 1709 v divadle Teatro San Giovanni Grisostomo v Benátkách.

## Osoby
| postava   | hlas             | premiérové obsazení 26. prosince 1709 |
| --------- | ---------------- | ------------------------------------- |
| Agrippina | soprán           | Margherita Durastanti                 |
| Claudio   | bas              | Antonio Francesco Carli               |
| Poppea    | soprán           | Diamante Maria Scarabelli             |
| Ottone    | alt              | Francesca Maria Vanini-Boschi         |
| Nerone    | soprán (kastrát) | Valeriano Pellegrini                  |
| Pallante  | bas              | Giuseppe Maria Boschi                 |
| Narciso   | alt (kastrát)    | Giuliano Albertini                    |
| Lesbo     | bas              | Nicola Pasini                         |

## Obsah děje

### První dějství
Když se Agrippina, manželka římského císaře Claudia, dozví o jeho smrti, snaží se udělat vše proto, aby zajistila nástupnictví pro svého syna z předchozího manželství Nerona. Účel světí prostředky a tak si postupně předvolá své ctitele Pallanteho a Narcisa a každému zvlášť slíbí, že bude opětovat jeho lásku, pokud Nerona prohlásí Claudiovým nástupcem.
Její plán se zhroutí s příchodem Claudiova sluhy Lesba, který oznamuje, že císařovi zachránil život nejvyšší velitel vojsk Ottone a tomu pak císař z vděčnosti za záchranu života slíbil, že jej jmenuje svým nástupcem. Sám Ottone se po návratu do Říma Agrippině svěří, že víc než po trůnu touží po Poppaee. Agrippina hned vymyslí novou intriku. Vychází z toho, že do Poppaey je zamilovaný i Claudius. Namluví tudíž Poppaee, že se Ottone domluvil s Claudiem a zřekl se Poppaey výměnou za císařský trůn. Agrippina jí pak naznačí, že se nejlépe pomstí, když donutí Claudia žárlit a přesvědčí ho, že ji Ottone donutil, aby na Claudia zanevřela. Když se Claudius vrátí, Poppaea udělá přesně to, k čemu ji Agrippina navedla.
Ottone přichází na veřejnou slavnost, kde předstoupí před Claudia a čeká, že bude vyznamenán a veřejně jmenován nástupcem trůnu. Claudius ho ale místo toho obviní ze zrady. Vzápětí se od Ottoneho odvrací i Poppaea, Agrippina i Nero.

### Druhé dějství
Poppaea začíná pochybovat o Ottoneho vině. Když se znovu setkají, svěří se mu, co se dozvěděla od Agrippiny. Ottone zapřísahá, že je nevinný. Poppaea si uvědomí, že byla jen loutkou v divadélku, kde Agrippina tahá za nitky, a přísahá jí pomstu. Vymyslí plán který se týká i Claudia a Nerona, který ji též miluje.
Mezitím Agrippina neúnavně vymýšlí, jak Neronovi zajistit císařský trůn. Opět vyhledá své ctitele Pallanteho a Narcisa a každému rozkáže, aby zavraždili svého konkurenta v lásce a hlavně Ottoneho. Claudiovi pak namluví, že se mu chce Ottone pomstít za to, že nebyl prohlášen následník trůnu, a přesvědčí jej, aby svým nástupcem určil Nerona. Claudius jí to slíbí, protože se nemůže dočkat až bude s Poppaeou.
Poppaea pak začne uskutečňovat svůj plán. Do jejího příbytku za ní přichází roztoužený Nero, ale ta předstírá, že k ní každou chvíli má přijít Agrippina, a Nero se tím pádem musí schovat. Když pak přijde Claudius, Poppaea mu vyčítá, že ji skutečně nemiluje. On jí připomíná, co všechno pro ni udělal, včetně potrestání Ottoneho. Poppaea však tvrdí, že ji špatně pochopil. Svou láskou ji neobtěžoval Ottone, ale Nero. Poppaea potom ukryje Claudia a zavolá zpátky Nerona, který jí opět vášnivě vyznává lásku. Tentokrát to však slyší Claudius, vyjde z úkrytu a pořádně Neronovi vynadá. Záhy se Poppaea pod nějakou záminkou zbaví i Claudia a konečně zůstane sama jen s Ottonem (který vše, co se zatím stalo, pozoroval z úkrytu ve vedlejším pokoji). Spolu si vyznávají lásku.
Pallante a Narciso mají už dost všech intrik Agrippiny a vše vylíčí císaři. Claudius udeří na Agrippinu, ta ho však přesvědčí, že jednala v nejlepším zájmu Říma a předhodí Claudiovi jeho lásku k Poppaee. Prozradí mu taky, že Poppaeu miluje i Ottone. Claudius zas svede celou svou vinu na Nerona a rozkáže mu, aby se oženil s Poppaeou. Ottoneho pak jmenuje svým nástupcem, ale ten prohlásí, že se vzdá trůnu výměnou za Poppaeu. Claudius na to přistoupí a jmenuje následníkem trůnu Nerona. A tak se Agrippina konečně dočká toho, o co usilovala.

## Inscenační historie
- 2020 - Metropolitní opera, New York, dirigent: Harry Bicket, režie: Sir David McVicar, scéna a kostýmy: John Macfarlane, světelný design: Paule Constable, choreografie: Andrew George, Obsazení: Poppea – Brenda Rae, Agrippina – Joyce DiDonato, Nero – Kate Lindsey, Ottone – Iestyn Davies, Pallante – Duncan Rock, Claudio – Matthew Rose[1]. Inscenace byla původně vytvořena pro Theatre Royal de la Monnaie/ v Bruselu a adaptována Metropolitní operou.

## Zajímavosti
V roce 2020 byla opera uvedena na scéně Metropolitní opery v New Yorku. Je to nejstarší opera uvedená v letošní sezóně na této scéně.